# Fran Koncelak
Fran Koncelak (Drnje, 6. lipnja 1912. – 2003. ). 
Pjesme je počeo objavljivati 1936. godine u Narodnom napretku i u časopisu "7 dana", a u Glasu Podravine je prvu pjesmu objavio 1954. godine. Bio je jedan od osnivača časopisa Kaj - Zagreb i član uredništva od početka njegovog izlaženja - 1968. godine. Pjesme je objavljivao na više mjesta - u novinama, časopisima, zbornicima i antologijama. Samostalne zbirke pjesama su mu: Pjesme (1959. ) i Popevke (1977. ). Piše na standardnom jeziku i na kajkavskom, a neke su mu pjesme uglazbljene. Od 2004. po njemu se zove Osnovna škola "Fran Koncelak" Drnje.